# ذلب روكسبوري
ذلب روكسبوري (الاسم العلمي:Sansevieria roxburghiana) هو نوع من النباتات يتبع جنس الذلب من الفصيلة الهليونية.